# Meriones
Meriones é um gênero de roedores da família Muridae.

## Espécies
- Meriones arimalius Cheesman & Hinton, 1924
- Meriones chengi Wang, 1964
- Meriones crassus Sundevall, 1842
- Meriones dahlia Shidlovsky, 1962
- Meriones grandis Cabrera, 1907
- Meriones hurrianae Jerdon, 1867
- Meriones libycus Lichtenstein, 1823
- Meriones meridianus (Pallas, 1773)
- Meriones persicus (Blanford, 1875)
- Meriones rex Yerbury & Thomas, 1895
- Meriones sacramenti Thomas, 1922
- Meriones shawi (Duvernoy, 1842)
- Meriones tamariscinus (Pallas, 1773)
- Meriones tristrami Thomas, 1892
- Meriones unguiculatus (Milne-Edwards, 1867)
- Meriones vinogradovi Heptner, 1931
- Meriones zarudnyi Heptner, 1937